# Соколов, Василий Афанасьевич
Василий Афанасьевич Соколов (1909—1977) — советский офицер, участник Великой Отечественной войны, Герой Советского Союза (21 июля 1944 года). Генерал-майор (1957). 

## Биография
Василий Соколов родился 21 февраля 1909 года в деревне Старо-Пырнево (ныне — Гагаринский район Смоленской области). Из многодетной (6 детей) крестьянской семьи. В 1922 году окончил Пречистенскую сельскую школу. С 1922 года проживал в Москве, окончил там школу фабрично-заводского ученичества и три курса рабфака, работал столяром на заводе «Мосэлектрик». 
В мае 1932 года призван на службу в Рабоче-крестьянскую Красную Армию. В 1934 году он окончил Орловскую бронетанковую школу имени М. В. Фрунзе. С ноября 1934 года служил в 16-м танковом полку 16-й кавалерийской дивизии Ленинградского военного округа, командовал экипажем танка, танковым взводом, эскадроном. В ноябре 1938 года его направили учиться в академию и в начале июля 1941 года он окончил Военную академию РККА имени М. В. Фрунзе. 

## Великая Отечественная война
С июля 1941 года — на фронтах Великой Отечественной войны. Тогда он был назначен начальником штаба 18-го стрелкового полка. В конце августа переведён в 24-ю армию Резервного фронта и назначен старшим помощником начальника оперативного отдела штаба армии. Участвовал в Ельнинской наступательной операции. Во время Вяземской катастрофы войск Западного фронта в начале битвы за Москву попал в окружение в районе Ельни в начале октября. В немецком тылу штаб 24-й армии попал под немецкий удар и был рассеян, капитан В. Соколов нашёл организованно отходившую группу войск из состава 108-й стрелковой дивизии и присоединился к ним. После упорных боёв группа с боем прорвалась к своим через линию фронта 14 ноября 1941 года. Командир дивизии генерал-майор Н. И. Орлов не захотел отпускать храброго и инициативного офицера, а назначил капитана Соколова начальником 1-го (оперативного) отделения штаба дивизии. В условиях острейшего недостатка командных кадров вышестоящее командование спорить не стало и это назначение было утверждено. Дивизию передали в 33-ю армию Западного фронта, она участвовала в Клинско-Солнечногорской и Наро-Фоминской оборонительных операциях, а после перехода советских войск в контрнаступление под Москвой — в Клинско-Солнечногорской и Ржевско-Вяземской наступательных операциях. 
В апреле 1942 года майор Соколов назначен командиром 444-го стрелкового полка этой дивизии, а в июле — заместителем командира дивизии, и на этом посту принял участие в первой Ржевско-Сычёвской наступательной операции. В конце августа 1942 года назначен командиром 10-й воздушно-десантной бригады. С февраля 1943 года — командир 21-го гвардейского воздушно-десантного полка 7-й гвардейской воздушно-десантной дивизии на Северо-Западном фронте, с июня 1943 — командир 16-й гвардейской воздушно-десантной бригады 99-й гвардейской воздушно-десантной дивизии.
С января 1944 года гвардии подполковник Василий Соколов командовал 303-м гвардейским стрелковым полком 99-й гвардейской стрелковой дивизии. Командуя этим полком в составе 37-го гвардейского стрелкового корпуса 7-й армии Карельского фронта он особенно отличился в ходе Свирско-Петрозаводской наступательной операции. 21 июня 1944 года полк Соколова с боем форсировал реку Свирь к востоку от Лодейного Поля Ленинградской области под огнём артиллерии, миномётов и пулемётов противника, захватил плацдарм на её берегу и штурмов овладел прибрежным укреплённым пунктом обороны. развивая успех, в ходе дальнейшего наступления полк обходным маневром через лес вышел с тыла к Свирской ГРЭС и штурмом овладел зданием и плотиной ГРЭС, не дав противнику полностью её уничтожить. В первый же день наступления продвижение полка составило до 20 километров. На следующий день, развивая наступление, обходными путями через лес полк проник в глубину финской обороны, заняв ещё 6 населённых пунктов и форсировав реку Мандрога. Столь же эффективно командовал полком и в последующие дни. Всего же за четыре первых дня наступления полк Соколова прошёл с боями около 80 километров, освободив 16 населённых пунктов, штурмом взяв 12 узлов немецкой обороны, захватив около 30 складов, 46 пулемётов, 10 артиллерийских орудий, а также уничтожив около 500 солдат и офицеров противника.
Указом Президиума Верховного Совета СССР от 21 июля 1944 года «за образцовое выполнение боевых заданий Командования на фронте борьбы с немецкими захватчиками и проявленные при этом отвагу и геройство» гвардии подполковнику Василию Афанасьевичу Соколову присвоено звание Героя Советского Союза с вручением ордена Ленина и медали «Золотая Звезда» за номером 4445.
После получения высшей награды Родины продолжил столь же отважно действовать на войне с фашизмом. В сентябре 1944 года он был вторично назначен командиром 16-й гвардейской воздушно-десантной бригады 99-й гвардейской воздушно-десантной дивизии, во главе её в феврале 1945 года прибыл на 3-й Украинский фронт и там в составе 9-й гвардейской армии отлично действовал в Венской и Пражской наступательных операциях.

## Послевоенная биография
После окончания войны Соколов продолжил службу в Советской армии, ещё более года командуя той же бригадой. С февраля 1946 года служил начальником тактического цикла Львовского пехотного училища. В июне 1948 года офицер был переведён в распоряжение начальника управления по внешним сношениям Генерального штаба Вооружённых сил СССР, работал в этом управлении и с августа 1948 по ноябрь 1951 года находился в длительной правительственной зарубежной командировке. После возвращения в СССР в декабре 1951 года направлен на учёбу, в 1953 году он окончил Высшую военную академию имени К. Е. Ворошилова. С октября 1953 года он командовал 203-й стрелковой дивизией (в марте 1955 года переименована в 30-ю стрелковую дивизию) 17-го стрелкового корпуса. С июля 1956 года — командир 61-й стрелковой дивизии (с июня 1957 — 61-я мотострелковая дивизия) 1-го армейского корпуса Туркестанского военного округа (управление дивизии — Ашхабад). В мае 1959 года назначен военным комиссаром Тульской области. В апреле 1967 года генерал-майор В. А. Соколов был уволен в запас. 
Проживал в Туле. Скончался 6 сентября 1977 года, похоронен на Смоленском кладбище Тулы.
В Туле на доме, в котором жил Герой, установлена мемориальная доска.

## Воинские звания
- лейтенант (27.01.1936)
- старший лейтенант (12.02.1938);
- капитан (22.02.1941);
- майор (13.10.1941);
- подполковник (10.06.1942);
- полковник (26.01.1948);
- генерал-майор (27.08.1957).

## Награды
- Герой Советского Союза (21.07.1944)
- Орден Ленина (21.07.1944)
- Орден Красного Знамени
- Орден Суворова 3-й степени (18.04.1945)[6]
- Два ордена Красной Звезды (22.02.1942[7][8], ...)
- Медаль «За боевые заслуги» (3.11.1944)
- Медаль «За оборону Москвы»
- Другие медали СССР[4].